# Sutjeska (1973.)
Sutjeska je bosanskohercegovački ratni film u režiji hrvatskog redatelja Stipe Delića iz 1973. godine. Producirale su ga Bosna Film, Sutjeska Film iz Sarajeva i Filmska radna zajednica (FRZ) Sutjeska.

## Radnja filma
U svibnju i lipnju 1943. Vrhovni štab Narodnooslobodilačke vojske (jugoslavenskih partizana) s dvadeset tisuća boraca, zajedno sa središnjom bolnicom i ranjenicima, opkoljava u vrletima na pograničnom području Crne Gore i Bosne i Hercegovine neprijatelj. Vrhovni štab donosi odluku o proboju...

## Produkcija filma
Sutjesku je prvotno trebao režirati Veljko Bulajić. U intervjuu 2013. rekao je da je to izbjegao, premda mu je nakon Bitke na Neretvi dan neograničen proračun i sloboda stvaranja. Protivljenje je, prema Bulajiću, bilo iz političkih razloga. Ondašnje bosanskohercegovačko vodstvo htjelo je još bolje učvrstiti svoje odnose s Titom pa je zbog toga inzistiralo na snimanju Sutjeske kao filma o velikoj partizanskoj pobjedi, iako je Bulajić istakao da je to bio veliki partizanski poraz. Bulajić se nije protivio snimiti film zbog toga što je to bio poraz u bitci, jer se i na porazu može snimiti veliki film, ali ne o porazu kao da je pobjeda. Političari su pak htjeli da to bude film o pobjedi, a uz to su posebno inzistirali da u tom filmu igra Richard Burton, koji je poslije vrlo loše odigrao ulogu. Posljedica svega bila je da je na Sutjesku potrošeno više novaca nego u Neretvi, no film nije nigdje u inozemstvu prikazan.
Prema knjizi Džavida Hoskića Filmska sutjeska: hronika jednog snimanja (izdanje FRZ Sutjeska i Zeta filma, 1973), trogodišnja je filmska produkcija teško okončana, uz financijsku i materijalnu pomoć 285 poduzeća („radnih organizacija”) i financijskim sudjelovanjem Zeta filma kao jugoslavenskog distributera. Po Hoskiću, Bulajić je od režije filma odustao još u fazi predpripreme, tijekom 1970., planiravši da ostane nadzornik produkcije, a da redateljem bude njegov prvi pomoćnik režije u Bitci na Neretvi, Stipe Delić, no iz produkcije se sasvim povukao zato što za scenariste filma nisu odabrani scenaristi Bitke na Neretvi, njegov brat Stevan Bulajić i Ratko Đurović. U ranoj fazi produkcije, Bulajić je žestoko kritizirao sve inačice scenarija koje je napisao odabrani scenarist filma, srpski književnik Branimir Šćepanović. 
Film je imao osobnu podršku Josipa Broza Tita, koji je posjećivao i set filma te odobrio odabir Richarda Burtona za glavnu ulogu. U ranoj fazi rada na scenariju surađivao je talijanski scenarist Ugo Pirro, koscenarist Bitke na Neretvi, a recenziju je dao i Orson Welles, koji je u ranoj fazi scenarija bio predviđen za tumačenje lika Winstona Churchilla (nije ušlo u kasnije inačice scenarija). U filmu je nastupila i grčka glumica Irena Papas, a glazbu skladao Mikis Theodorakis. Tijekom produkcije, filmski je set napustio niz suradnika: pomoćnik režije Mate Relja, pomoćnik režije Milo Đukanović, glavni scenograf Vladimir Tadej, glumica Ružica Sokić, Ugo Pirro i dr. 

## Odjek
Sutjeska je u međunarodnoj distribuciji prikazivana pod naslovima The Battle of Sutjeska (Bitka na Sutjesci) i The Fifth Offensive (Peta ofenziva), a prodana je u distribuciju u Sovjetski Savez, Mađarsku, Rumunjsku, Poljsku, Bugarsku, Sejšele, DR Njemačku, Grčku, Italiju, Portoriko, Dansku, Libanon, Jordan, Siriju, Kuvajt, Bahrein, Ujedinjene arapske emirate, Egipat, Sudan, Iran, Finsku, Španjolsku, SAD, Nikaragvu, Irsku, Portugal, Indiju, Nigeriju, Ganu, Gambiju, Sierra Leone, Šri Lanku, Burmu, Hong Kong, Alžir, SR Njemačku, Austriju, Švicarsku, cijelu Latinsku Ameriku, Zapadnu Afriku, Tajland, Dansku, Švedsku, Siriju, Tursku, Etiopiju, Francusku, Veliku Britaniju, Tajvan, Australiju, Španjolsku i Nizozemsku.
Film je bio jugoslavenski predstavnik za nagradu Oscar, ali nije nominiran. Film je 1973. dobio posebnu nagradu na filmskom festivalu u Moskvi, čijem je žiriju predsjedao Sergej Bondarčuk, a dobio je sve važnije nagrade na Festivalu jugoslavenskog igranog filma u Puli.
Sutjeska je ostala jedini igrani film koji je režirao Stipe Delić.

## Uloge
- Richard Burton (kao Josip Broz Tito)
- Ljuba Tadić
- Bata Živojinović
- Irene Papas
- Milena Dravić
- Bert Sotlar
- Boris Dvornik
- Rade Marković
- Stole Aranđelović
- Relja Bašić
- Branko Špoljar
- Petar Baničević
- Ilija Ivezić
- Janez Vrhovec
- Gunter Meisner
- Anton Difring
- Michael Cramer
- Neda Arnerić
- Toni Laurenčić
- Dušan Tadić
- Dina Rutić
- Marinko Sebez
- Miroljub Leso
- Slobodan Dimitrijević
- Sava Damjanović
- Mirko Boman
- Božidar Dapčević
- Demeter Bitenc
- Zvonko Jovčić
- Boro Begović
- Dušan Bulajić
- Mite Grozdanov
- Ljuba Kovačević
- Milan Gutović
- Tana Mascarelli
- Anka Zupanc
- Vesna Malohodžić
- Vladimir Popović
- Laci Cigoj
- Slobodan Velimirović
- Husein Cokić
- Svetislav Pavlović
- Miloš Kandić
- Miralem Isović
- Rastislav Jović
- Milutin Mićović
- Dušan Hudjec
- Slavko Karanović
- Pero Vrca
- Sulejman Lelić
- Milan Bosiljčić
- Jozo Lepetić
- Arif Vala
- Ivan Jagodić
- Mihajlo Viktorović
- Branko Matić
- Vladan Živković
- Ivo Marjanović
- Mirčeta Vujičić
- Goran Sultanović
- Konstantin Drvarov
- Ron Berkeley
- Gianni Bozzacchi
- Tone Gogala
- Dušan Janićijević
- Abdurrahman Shala
- Zdravko Smojver
- Dragomir Stanojević
- Orson Welles
- Brook Williams
- Robert Rietty
- Slavko Štimac

## Nagrade
- Pulski filmski festival: 
Velika zlatna arena za najbolji film 1973.
Brončana arena za režiju Stipi Deliću 1973.
Zlatna arena za scenarij Branimiru Šćepanoviću 1973.
Zlatna arena za najbolju glavnu mušku ulogu Ljubiši Samardžiću 1973.
- Moskovski međunarodni filmski festival: posebna nagrada 1973., nominiran za zlatnu nagradu 1973.